# La società aperta e i suoi nemici
(Karl Raimund Popper)
La società aperta e i suoi nemici (The Open Society and Its Enemies) è un saggio di filosofia politica di Karl Popper, pubblicato a Londra da Routledge in due volumi nel 1945 e incentrato sul concetto di società aperta e di critica allo storicismo.

## Genesi dell'opera
Quando scrisse l'opera, Popper non era conosciuto al di fuori dell'ambito accademico. L'opera gli diede la fama che gli aprì le porte della London School of Economics, dove insegnò per oltre 20 anni. La società aperta venne scritta in Nuova Zelanda, paese dove Popper si era recato nel 1937 dalla nativa Austria, date le sue origini ebraiche.
L'idea di Popper non era quella di fare una critica al sistema politico o economico occidentale. L'assunto di partenza di Popper riguardava la conoscenza scientifica. Non esiste scienza che possa produrre conclusioni definitive. Di conseguenza, in ambito sociale e politico, la popolazione deve guardarsi dagli esperti che dicono di conoscere il destino della società, di possedere la "verità". La posizione di partenza di Popper può essere definita quindi anti-storicista. Nessuno conosce il futuro, neanche gli scienziati. La conoscenza scientifica è sempre congetturale e sempre fallibile. Popper quindi rigetta il socialismo scientifico e il marxismo.
Ma la sua opera non è solo una critica alle teorie a lui contemporanee. Popper decide di andare alle radici del pensiero occidentale, e di partire dalle sue origini, l'Antica Grecia.
È stato Platone il primo ad affermare che esistono leggi della storia che determinano il corso degli eventi umani, quindi Popper lo considera il primo degli storicisti. Al filosofo greco è dedicato il primo tomo dell'opera, dal titolo Platone totalitario (The Spell of Plato). Secondo Popper, Platone nella Repubblica propone che siano i migliori a dover governare lo Stato, concepito come un corpo con una struttura tripartita come quella dell'anima (filosofi, guerrieri, artigiani). Il «mito delle stirpi» di Platone stabilisce che la destinazione dell'individuo nella società sia determinata da un'educazione selettiva ricevuta nell'infanzia e nell'adolescenza. Tale concezione di una società chiusa è del tutto illiberale perché non protegge le istituzioni dalla tirannide e non garantisce una democrazia dell'alternanza. Platone era il principale elemento di disaccordo tra Popper e l'amico Gadamer.
In tempi più recenti, troviamo Hegel e poi Karl Marx, cui l'autore dedica il secondo tomo dell'opera: Hegel e Marx falsi profeti (The High Tide of Prophecy: Hegel, Marx, and the Aftermath).
Nei testi dei filosofi greci, Popper trova anche la prova della "chiusura" delle società antiche, società in cui gli interessi dell'individuo sono soggetti agli interessi del gruppo. Il passaggio dalla "società chiusa" alla società aperta è avvenuto per gradi ed ha coinvolto molte generazioni. Il progresso appare tutt'altro che irreversibile, com'è caratteristica di ogni processo sociale. Nel mezzo c'è stato un cambiamento di atteggiamento che ha coinvolto la percezione che gli individui hanno del proprio universo e del posto che vi occupano.
È stata la fiducia nella razionalità dell'uomo a portare la società occidentale a diventare per prima una società aperta, una società che rende libere le facoltà critiche della persona.
Il manoscritto, terminato nel 1942, era costituito da oltre 500 pagine. Popper rispose così a chi gli chiedeva di ridurre le dimensioni del testo:
Un titolo alternativo a cui aveva pensato l'autore era Una filosofia sociale per l'uomo comune. Venne abbandonato perché, da una parte troppo generico, dall'altra "troppo pretenzioso" - come rivelò lo stesso Popper in una lettera all'amico Ernst Gombrich.

## Edizioni italiane
- La società aperta e i suoi nemici, collana Filosofia e problemi d'oggi, vol. I: Platone totalitario, n. 30, Roma, Armando, 1973.
- La società aperta e i suoi nemici, collana Filosofia e problemi d'oggi, vol. II: Hegel e Marx falsi profeti, n. 30, Roma, Armando, 1974.